# Armando Luís de Carvalho Homem
Armando Luís Gomes de Carvalho Homem (Coimbra, 12 de Dezembro de 1950) é um historiador e professor universitário português

## Percurso académico
Bacharel (1971) e licenciado (1974) em História pela Faculdade de Letras da Universidade do Porto (FL/UP), nesta Escola seguiu carreira como monitor (1973-1974), assistente (1974-1985) e professor (1985 ss.) de História Medieval, sucessivamente se doutorando (especialidade de Letras / História da Idade Média, 1985), agregando (História, 1994) e atingindo a cátedra (Departamento de História, 1998). Entre 1989 e 2005 e de 2012 em diante foi também / é professor catedrático convidado da Universidade Autónoma de Lisboa, aí desempenhando os cargos de Director do Departamento de História (1991-1993) e do Departamento de Ciências Humanas (1993-1999), e ainda de coordenador da área científica de História (1.º ciclo, 2012-2018; 3.º ciclo, 2012 ss.). Na FL/UP, e de 2010 a 2012 foi Presidente do agora Departamento de História e de Estudos Políticos e Internacionais (DHEPI); aposentou-se da Função Pública em Dezembro de 2014.

## Filiações
É membro da Associação Portuguesa de História Económica e Social, tendo sido Vice-Presidente da Direcção e Presidente da Assembleia-Geral, da Sociedade Portuguesa de Estudos Medievais, sendo desde 2003 Presidente da Assembleia-Geral e desde 2013 Presidente do Conselho Fiscal; pertenceu à Commission Internationale de Diplomatique (1990-2016) e é membro do Centro de Estudos de População, Economia e Sociedade (CEPESE / UP).

## Actividade musical
Filho do guitarrista e professor liceal Armando de Carvalho Homem (1923-1991), é executante de viola de acompanhamento da Guitarra de Coimbra, tendo participado em 1981 no LP Guitarra Portuguesa: Raízes de Coimbra, com o guitarrista e professor liceal Octávio Sérgio Azevedo (ed. ORFEO / Arnaldo Trindade, Porto) e em 2009 no CD 280 anos depois: Associação dos Antigos Tunos da Universidade de Coimbra - 1985-2010. De 2008 a 2017, integrou o Grupo de Canto e Guitarra Raizes de Coimbra, com Octávio Sérgio, Alcides Freixo, Jose Ourives e Paulo Alexandre (guitarras) Rui Pato e Humberto Matias (violas) e Heitor Lopes. Mario Rovira, Rui Lucas e, pontualmente, outros cantores. A partir de 2015, com a doenca e depois morte de Durval Moreirinhas (1937/2017), substituiu este executante no acompanhamento do guitarrista Jorge Tuna.